# أدميرال الأسطول
أدميرال الأسطول هي أدنى رتبة من رتب البحرية العليا (من رتب الأدميرالات)، وهي أعلى من رتبة كابتن، في الأساطيل الحديثة في بلجيكا وبلغاريا والدنمارك وفنلندا وألمانيا والسويد.
شارات أسطول البحرية

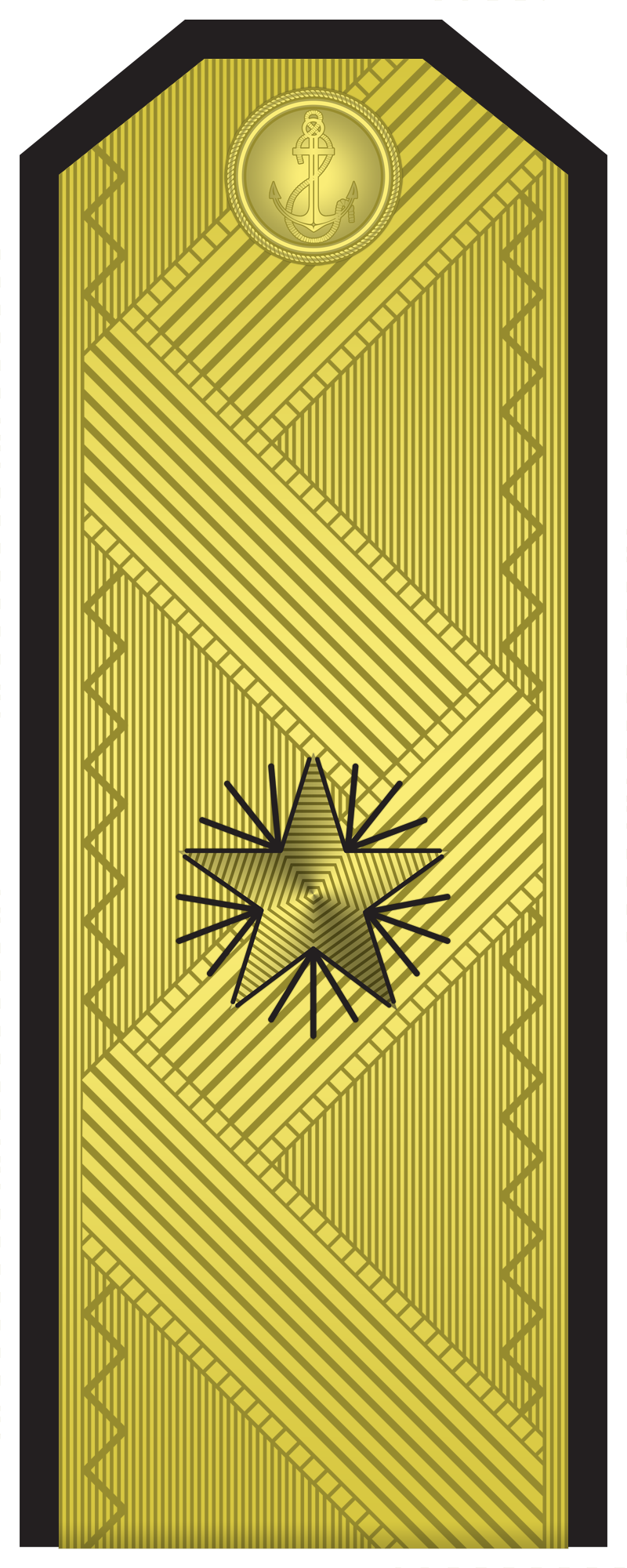
البلغارية флотилен адмирал
دانماركي flotilleadmiral
lippueamiraali الفنلندية
السويدية flottiljamiral

## ألمانيا
```
Flottillenadmiral،
 هي أدنى رتب الضباط في 
البحرية الألمانية
 .
```

إن شارات الرتب التي يتم لبسها على الأكمام والكتفين عبارة عن نجمة خماسية فوق شريط ذهبي كبير ونقطة صغيرة (بدون النجمة عند ارتداء حلقات الرتب).